# Exposímetro

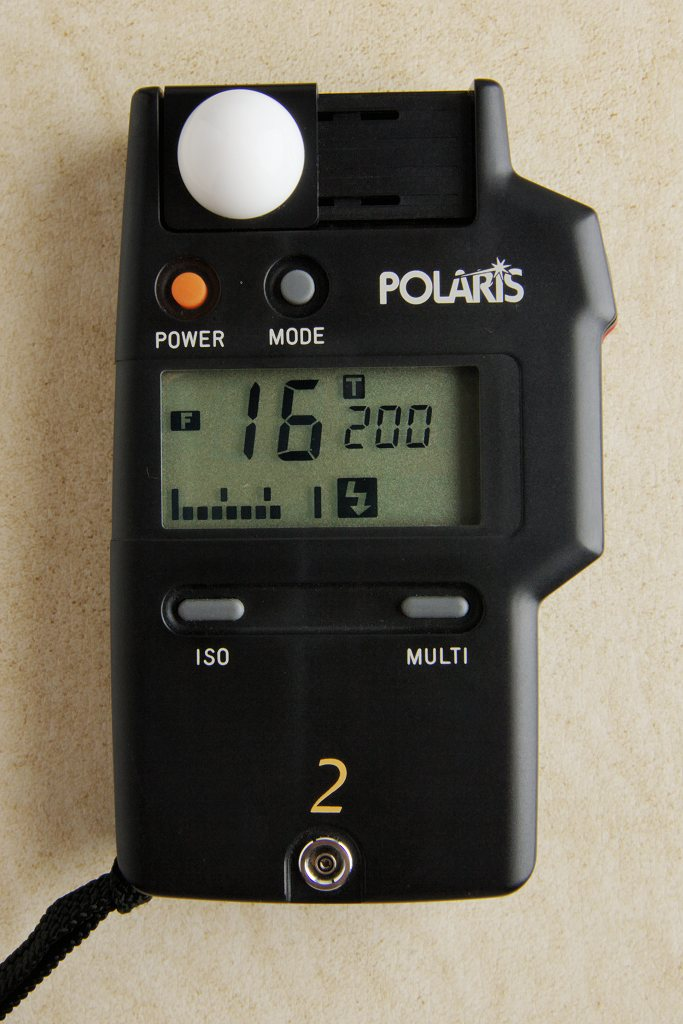
Exposímetro digital (en modo medición flash).

El exposímetro es el fotómetro empleado en fotografía. Se trata de un dispositivo que da la medida de la exposición en EV (**exposure values**) o en combinaciones de diafragma/velocidad de obturación equivalentes. Aunque hoy día la gran mayoría de las cámaras llevan un exposímetro incorporado, los exposímetros manuales son un accesorio de gran utilidad, especialmente en situaciones de iluminación difícil.
Existen tres tipos de exposímetros:                   
De Selenio (Se)No requieren batería, la célula fotosensible es de gran tamaño y suele estar recubierta por una malla en forma de panel de abeja.
De Sulfuro de Cadmio (CdS)Requieren batería, son mucho más sensibles que los anteriores y pueden miniaturizarse mucho más, sin embargo son de respuesta lenta en situaciones de poca intensidad luminosa y se deslumbran por encima de un cierto umbral de luz.
De Silicio (Si)Requieren batería, son los de respuesta más rápida, tanto que se emplean para interrumpir la descarga del flash cuando la luz recibida por la película es suficiente. Los incorporan la mayoría de las cámaras de calidad.
Los exposímetros manuales llevan una escala para ajustar la sensibilidad de la película y una aguja que hay que alinear con una marca al realizar la lectura. Por medio de esta operación queda determinado el valor de exposición o las combinaciones diafragma/velocidad equivalentes. Normalmente existe una escala para situaciones de alta luminosidad y otra para baja luminosidad.
Existen dos medidas de luz que se pueden efectuar con un fotómetro: la luz incidente y la luz reflejada.
Para efectuar las medidas de luz incidente se coloca una semiesfera difusora ante la célula fotoeléctrica y se dirige el fotómetro desde la posición del objeto hacia la fuente de luz. Para medir la luz reflejada por el objeto se quita la semiesfera difusora y se coloca la de nido de abeja y se apunta desde la posición de la cámara hacia el objeto teniendo cuidado de no tomar la medida del cielo o de otras partes que no interesen y que puedan distorsionar la medida.
De todas formas, existen, por separado, los dos tipos de exposímetros: de luz incidente y de luz reflejada.